# El Sauz Palo Gordo
El Sauz Palo Gordo är ett samhälle i kommunen Luvianos i delstaten Mexiko i Mexiko. Samhället hade 186 invånare vid folkräkningen år 2020.